# Palazzo Dalla Rosa Prati

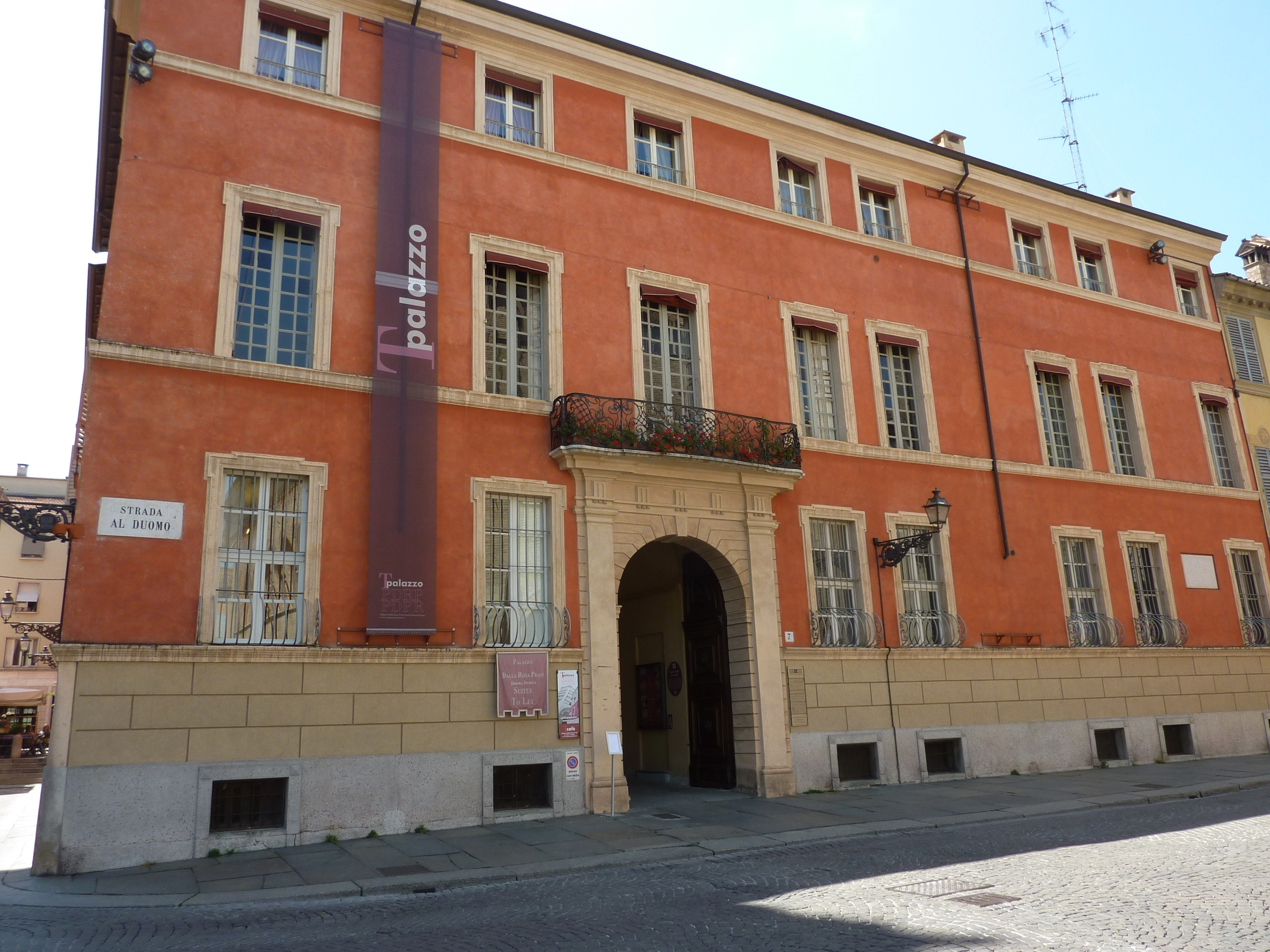
Palazzo Dalla Rosa Prati in Parma

Der Palazzo Dalla Rosa Prati ist ein klassizistischer Palast historischen Zentrum von Parma in der italienischen Region Emilia-Romagna. Er liegt in der Strada al Duomo 7 neben dem Baptisterium San Giovanni an der Piazza Duomo. Heute sind dort einige Büros, eine Privatwohnung und eine Luxusresidenz untergebracht.

## Geschichte
Der ursprüngliche Palast wurde im Mittelalter errichtet. Erstmals urkundlich erwähnt wurde er schon 1222, als er der Familie Adami gehörte, einer Familie, deren Angehöriger auch Salimbene von Parma war, einer der größten Chronisten der damaligen Zeit, der 1221 in diesem Palast geboren wurde.
Im 15. Jahrhundert kaufte die Adelsfamilie Prati das Gebäude; deren Mitglieder erhielten im 12. Jahrhundert den Titel der Markgrafen von Collecchio.
In der Regierungszeit des Herzogs Ranuccio I. Farnese heiratete die Tochter des Markgrafen Marcello Prati den Markgrafen Pier Luigi Dalla Rosa, der an seinen Familiennamen den seiner Gattin anfügte und so als Ahnherr der Familie Dalla Rosa Prati gilt.
In der zweiten Hälfte des 18. Jahrhunderts wurde der Palast vollständig umgebaut, was seiner Fassade das heutige, klassizistische Aussehen verlieh.
In den ersten Jahren des 21. Jahrhunderts wurden an dem Gebäude, das immer noch den Nachfahren der alten Eigentümerfamilie gehörte, bedeutende Restaurierungsarbeiten durchgeführt. In einem Teil der Innenräume wurde eine Luxusresidenz mit sieben gut ausgestatteten Suiten und einigen Versammlungsräumen eingebaut.

## Beschreibung
Der Palast ist um einen kleinen Innenhof herum gebaut. Er liegt an der Ecke der Via al Duomo und des Vicolo al Battistero und zieht sich bis in das dahinter liegende Stadtviertel.

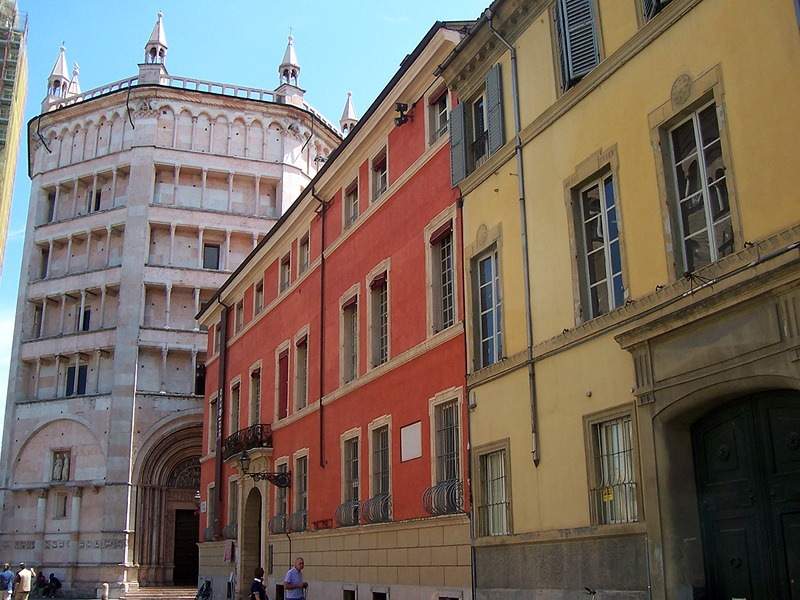
Das Baptisterium und der Palazzo Dalla Rosa Prati

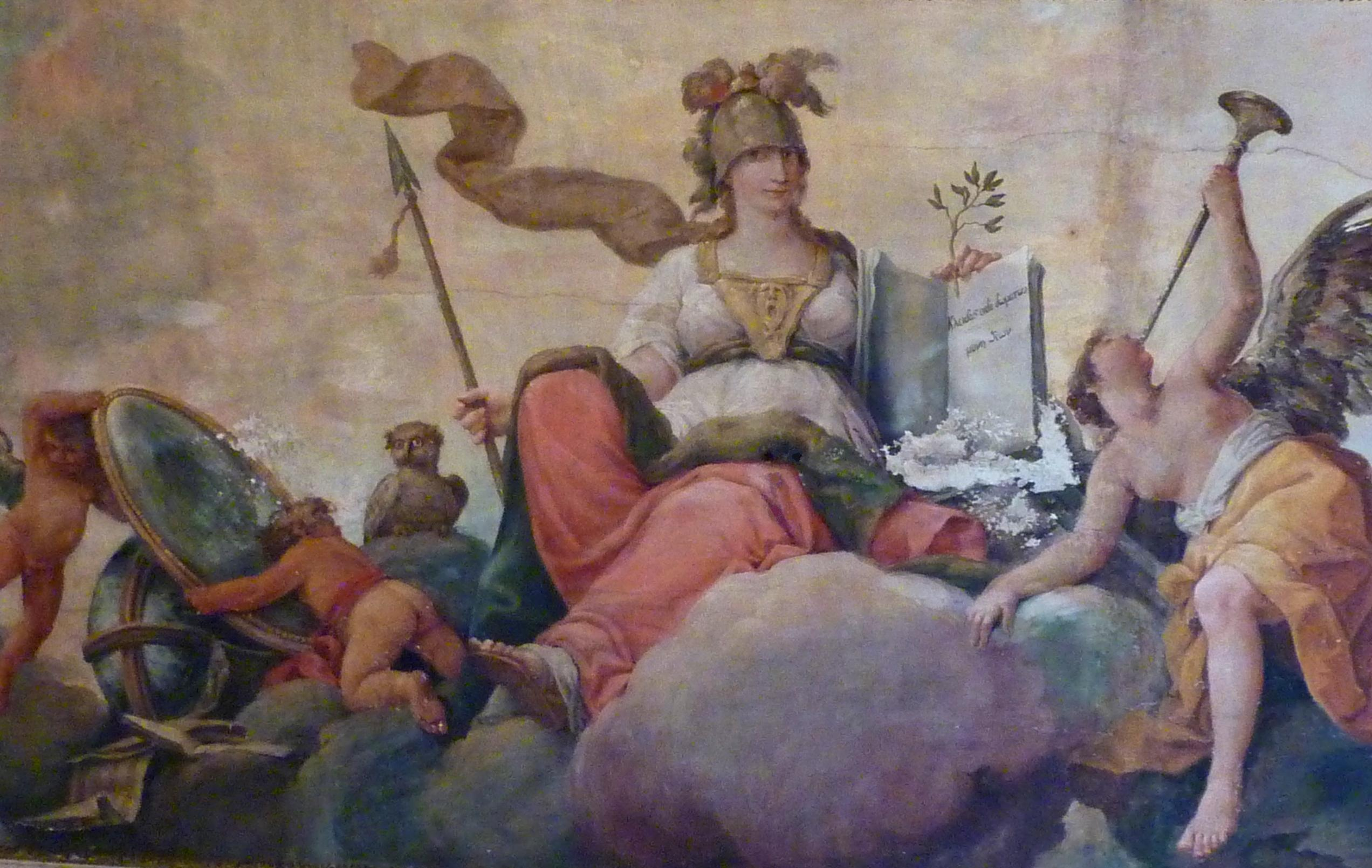
Allegoria della Giustizia, Domenico Muzzi.

Die Hauptfassade zur Piazza Duomo hin erhebt sich trotz ihrer Asymmetrie ordnungsgemäß auf einem hohen Sockel aus falschem Bossenwerk, auf dem die gerahmten Fenster des Erdgeschosses aufsitzen. In derselben Anordnung wie im Erdgeschoss sind die Fenster des ersten Obergeschosses über einem Geschosstrennungssims eingebaut, ebenso wie die des zweiten Obergeschosses, deren Größe bescheidener ausfällt. Das sich am meisten in den Vordergrund drängende Bauelement ist das große Eingangsportal, flankiert von zwei Lisenen, über denen ein Gebälk mit Triglyphen klassischen Aussehens liegt und einen eleganten, kleinen Balkon mit schmiedeeisernem Geländer stützt.
Durch das lange Atrium gelangt man in den Innenhof, der durch eine Vorhalle mit doppelter Loggia darüber gegenüber dem Eingang gekennzeichnet ist.
Im Inneren findet sich im ersten Obergeschoss ein an allen Wänden wertvoll dekorierter Saal, der vermutlich von Benigno Bossi geschaffen wurde und eine Gewölbedecke besitzt, dessen zentrales Fresko die Allegorie der Justitia zeigt, ein Werk von Domenico Muzzi.
Die Innenräume waren einst durch eine Reihe von wertvollen Malereien bereichert, vorwiegend aus der Schule von Parma, darunter das bemerkenswerte Gemälde „Madonna mit dem Kinde und die Heilige Katharina“ von Girolamo Mazzola Bedoli. 1851 kaufte die herzogliche Regierung die Gemälde an und heute hängen sie zu einem guten Teil in der Galleria nazionale di Parma.